# محمد بخارایی

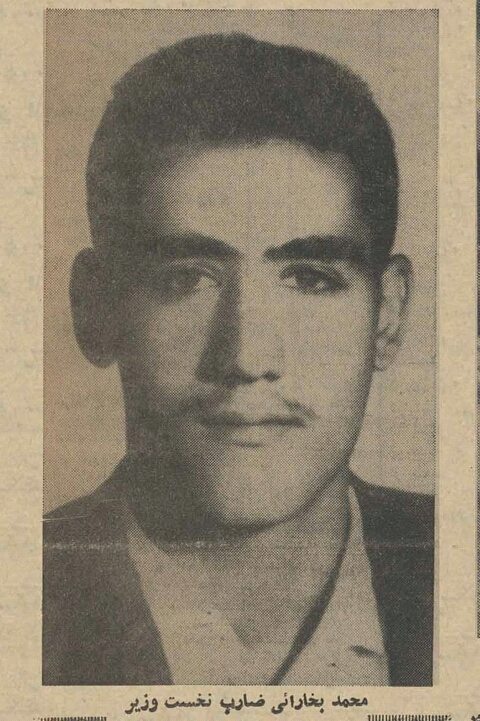
محمد بخارایی، ضارب نخست‌وزیر حسنعلی منصور

محمد بخارایی (۱۳۲۵–۱۳۴۴ تهران)، عضو هیئت‌های موتلفهٔ اسلامی بود که با فتوای آیت‌الله سید محمدهادی میلانی، در روز یکم بهمن ۱۳۴۳ نخست وزیر حسنعلی منصور را مقابل مجلس شورای ملی ترور کرد و در بامداد ۲۶ خرداد ۱۳۴۴ به همراه صادق امانی، رضا صفار هرندی و مرتضی نیک‌نژاد، توسط حکومت پهلوی تیر باران شد. جسد او در نزدیکی مسگرآباد دفن گردید.
برادر او، مهدی بخارایی، در ششم دی ١٣۶۰ در مخالفت با نظام جمهوری اسلامی اعدام شد.